# Арлей Родрігес
Арлей Родрігес (ісп. Arley Rodríguez; нар. 13 лютого 1993, Сан-Андрес) — колумбійський футболіст, нападник клубу «Сесар Вальєхо».
Виступав, зокрема, за олімпійську збірну Колумбії.

## Клубна кар'єра
Вихованець клубу «Атлетіко Насьйональ», за який виступав з 2011 по 2018 роки, за виключенням періодів, коли перебував в оренді з 2013 по 2015 та захищав кольори команд іспанського «Ельче» (за час перебування в команді не провів за клуб жодної гри) та колумбійських клубів «Атлетіко» (Калі), «Леонес Ураба», «Альянса Петролера».
У 2018 році перейшов до мексиканського клубу УАНЛ Тигрес але весь час перебував в оренді мексиканської команди «Лобос БУАП» та колумбійського «Санта-Фе».
З 2019 по року відіграв за «Енвігадо» та «Карлос Маннуччі». У складі перуанської команди «Альянса Ліма» Арлей затримався на два роки, після чого на один рік перейшов до колумбійського клубу «Депортіво Перейра».
З 2024 року захищає кольори перуанського клубу УКВ.

## Виступи за збірні
Протягом 2015—2016 років захищав кольори олімпійської збірної Колумбії. У складі цієї команди провів 6 матчів. У складі збірної — учасник футбольного турніру на Олімпійських іграх 2016 року у Ріо-де-Жанейро.

## Титули і досягнення

### Командні
- Чемпіон Колумбії (1): 2017 А
- Володар Кубок Колумбії (2): 2013, 2016
- Переможець Суперліги Колумбії (1): 2016
- Володар Кубок Лібертадорес (1): 2016
- Переможець Рекопи Південної Америки (1): 2017
- Чемпіон Перу (2): 2021, 2022